# 酒石酸二丁酯
酒石酸二丁酯是一种有机化合物，化学式为C12H22O6，能视为一分子酒石酸与二分子正丁醇形成的酯，存在手性。